# 티배깅

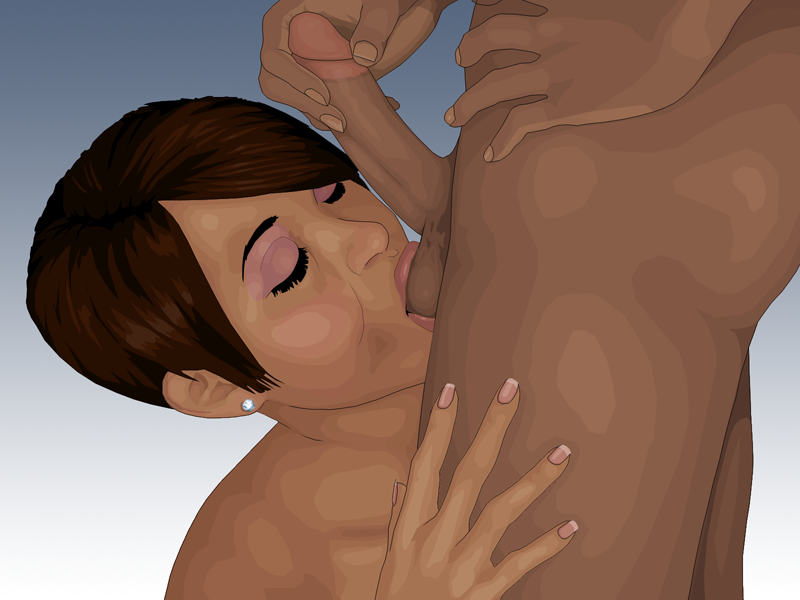
티배깅에 참여하는 여성과 남성

티배깅(영어: Teabagging)은 음낭을 섹스 파트너의 입에 넣거나 다른 사람의 얼굴이나 머리에 얹는 성행위를 의미하는 속어로, 성적 쾌락을 위하거나 때로는 장난으로 사용된다.
이 행위의 이름은 티백을 뜨거운 물에 담가 차를 우려내는 것과 유사하게, 반복적으로 넣고 빼는 움직임을 보이는 데서 유래했다. 비삽입성교의 한 형태로, 그 자체로 즐거움을 얻거나 전희로 사용될 수 있다.

## 구강성교
음경과 함께 음낭은 성감대로 간주되며 민감하다. 이로 인해 다양한 정도의 자극은 구강성교의 필수적인 부분이다. 자극을 즐기는 사람도 있지만, 모든 사람이 반응하는 것은 아니다. 성 전문가들은 펠라티오 중에 파트너의 쾌락을 높일 수 있는 다양한 기술을 제안했다. 여기에는 음낭을 부드럽게 빨고 당기는 것과 이빨과의 접촉을 최소화하기 위해 입술을 사용하는 것이 포함된다. 이는 전희 또는 세이프 섹스의 한 형태로도 추천되었다. HIV를 포함한 많은 성병의 전염 위험이 낮다.
이 행위의 부각은 존 워터스 감독의 1998년 영화 《포토그래퍼》에 묘사되면서 시작되었다고 한다. 이후 커플들 사이에서 인기를 얻어 텔레비전 시리즈 《섹스 앤 더 시티》의 한 에피소드에서 논의될 정도가 되었다.
성교 및 친밀 관계 전문가들은 이 행위가 어떻게 수행되는지에 대해 다양한 정의를 내리고 있다. 칼럼니스트 댄 새비지에 따르면, 음낭이 자극되는 사람은 "티배거"로, 자극을 주는 사람은 "티배기"로 알려져 있다: "티배거는 자루를 담그고, 티배기는 담긴 자루를 받는다." 일부는 이 행위를 음낭을 포함하는 단순한 펠라티오로 간주한다. 다른 이들은 체위가 남성이 기댄 파트너 위로 쪼그리고 앉아 고환을 반복적으로 입 안으로 올리고 내리는 것을 포함한다고 생각한다. 핥거나 애무하는 것이 티배깅으로 간주되는지는 한때 《더 하워드 스턴 쇼》에서 논의되었다.

## 비디오 게임에서
비디오 게임에서의 티배깅은 한 플레이어 캐릭터가 다른 플레이어 캐릭터의 시체 위에서 빠르게 반복적으로 웅크려 앉는 행위로, 굴욕감을 주거나 다른 플레이어를 도발하기 위한 목적이다. 이 행위는 《퀘이크》나 《카운터-스트라이크》와 같은 멀티플레이어 게임 커뮤니티에서 유래했을 가능성이 높으며, 이후 《헤일로: 컴뱃 이볼브드》와 같은 1인칭 슈팅 게임에서 더욱 두드러졌다. 티배깅의 사용은 현재 비디오 게임 문화에서 널리 퍼져 있지만, 일부 게이머들은 이를 비스포츠적 행위나 괴롭힘으로 간주한다.
이 행위는 2022년 6월과 7월에 두 명의 프로 여성 발로란트 플레이어가 이 행위를 성적 폭행과 비교한 사람들을 비판했다는 이유로 라이엇 게임즈로부터 정지 처분을 받으면서 큰 논란을 불러일으켰다. 정지 처분 외에도 이 플레이어들은 신상 털기를 당하고 현실 세계의 결과에 직면했다. 이 정지 처분은 발로란트 및 더 넓은 인터넷 커뮤니티에서 분노를 일으켰고, 다양한 논평가들은 이를 실제 성폭력과 비교하는 것을 "통제 불능" 및 "터무니없는" 일이라고 불렀다.
자신의 의견을 표명했다는 이유로 3개월 정지 처분을 받은 돈(Dawn)이라는 플레이어는 이 상황에 대해 다음과 같이 말했다: "저는 [성폭행]이 대낮에 일어나는 것을 목격했습니다. 비디오 게임에서 웅크리는 것과 비교할 수 있는 것이 아닙니다. 저는 이에 대해 눈에 띄게 화가 났고, 수십만 명의 사람들도 마찬가지였습니다. 그래서 저는 그녀의 게시물 아래에 저의 좌절감과 우려를 표명하며 답글을 달았습니다."

## 논란

### 사회적 비웃음과 괴롭힘
티배깅은 항상 동의하에 이루어지는 것은 아니며, 예를 들어 장난으로 행해지는 경우에는 일부 사법 관할 구역에서 법적으로 성적 폭행으로 간주된다. 이는 신고식이나 집단 따돌림 사건에서 행해졌으며, 가해자가 "피해자의 얼굴에 고환을 밀어 넣거나" "[피해자의] 머리에 음부를 댄다"는 보고가 있다.